# Ибрагим II ибн Рамазан
Саримеддин Ибрагим II ибн Рамазан (тур. Sarımüddin İbrâhim Bey) — представитель династии Рамазаногуллары, в 1417—1419/27 годах правивший буферным одноимённым бейликом (эмиратом). Бейлик был расположен у северных границ Мамлюкского султаната, и его правители были вассалами мамлюкских султанов.

## Биография

### При жизни отца
Ибрагим был сыном знаменитого представителя династии Рамазаногуллары, Ахмеда-бея, и внуком основателя династии, Рамазана-бея.
Когда Мехмет-бей Караманид с сыном Мустафой некоторое время находился в плену у османов, отец Ибрагима, Ахмед-бей воспользовался этим и после семи месяцев осады в 1415 году захватил Тарс (ранее захваченный Караманидом). В Тарсе стали читать хутбу с именем мамлюкского султана, а правителем города Ахмед назначил Ибрагима. После освобождения из османского плена Мустафа вернул город, воспользовавшись конфликтом между мамлюкскими эмирами Сирии и Египта. В попытке сделать Рамазаногуллары своими союзниками Мехмет-бей отдал замуж за Ибрагима свою дочь.

### Правитель бейлика
Отец Ибрагима умер в 1417 году. После смерти Ахмеда между его сыновьями началась борьба, однако она длилась недолго. Ибрагим-бей устранил своих братьев-соперников и стал правителем бейлика (источники датируют начало правления Ибрагима разными датами от 810 до 819 года Хиджры).
В 1418 году мамлюкский султан аль-Мелик аль-Муайяд прибыл в Хаму. Послы Рамазаноглу и Озероглу прибыли к султану и извинились перед султаном от имени беев. О поступке беев, требовавшем извинений, в источниках информации нет. Когда султан был в Алеппо, Ибрагим явился к султану вместе со своим братом, матерью и другими членами семьи. Султан доброжелательно его встретил. Затем он велел наибу Алеппо Кочкару захватить Тарс у Караманоглу Мехмета-бея II. Вскоре мамлюки забрали Тарс, и султан назначил в город наиба. Однако Ибрагим-бей рассердился, что Тарс не был отдан ему, заключил союз с Мехметом Караманидом и осадил Тарс. В октябре 1418 года беи захватили город после недолгой осады.
Султан аль-Мелик аль-Муайяд сместил Ибрагима и назначил его брата Иззеддина Хамзу главой бейлика. И. Узунчаршилы вслед за аль-Айни и Ибн Хаджаром называл Хамзу сыном Ибрагима. Однако, по мнению турецкого медиевиста Ф. Сюмера, более достоверным является сообщение аль-Макризи, что Хамза был братом Ибрагима. Несмотря не то, что султан сместил Ибрагима, тот продолжал править в Адане, не признавая Хамзу правителем. Ибрагим-бей послал свою мать к султану, в январе 1419 года она прибыла в Каир и попросила султана простить её сына за мятеж, но её просьба не была услышана. В 1419 году мамлюкская армия направилась на покорение Караманогуллары и Рамазаногуллары. Захватить Тарс было поручено наибу Дамаска Джанибеку Мийику. На равнине Амук к Джанибеку присоединились брат Ибрагима Иззеддин Хамза и бей Озерогуллары. Соединенное войско одержало победу над Ибрагимом-беем и Караманидами. Мамлюки захватили Адану и Тарс. Ибрагим-бей отправился к своему тестю Мехмеду-бею и присоединился к его экспедиции в Кайсери в сентябре 1419 года. Однако ему пришлось бежать и скрыться под натиском мамлюков. Они захватили Караман и разрушили Нигде, Конью, Эрегли и Ларинду. Сын Мехмета Караманида, Мустафа, погиб, сам Мехмет был пленён и доставлен в Каир.
С этого времени политическое влияние Рамазаногуллары начало падать. В 1425 году источники фиксировали вооруженный конфликт между Озерогуллары и Рамазаногуллары, однако неизвестно, кто из членов семей участвовал в этом инциденте. В источниках мало данных о Хамзе-бее. Он боролся за власть не только с Ибрагимом. Когда Хамза был объявлен беем, его власть была оспорена братьями, Али и Мехмедом. Хамза был убит в 1426 году. В этот период Ибрагим-бей укрывался у сына Мехмета-бея, Караманоглу Ибрагима-бея. В 1427 году к Караманоглу Ибрагиму-бею прибыл эмир Сади-бек с настоятельной просьбой передать Ибрагима ибн Рамазан ему. В обмен ему была обещана помощь в возвращении от османов Кайсери. Караманоглу Ибрагим предал своего зятя Ибрагима Рамазаноглу. Французский путешественник Бертрандон де ла Брокьер, который проезжал через Киликию через пять лет после этого инцидента, писал, что султан договорился с Караманидом, которому «было легче других обмануть Рамеданга, потому что тот был женат на его сестре». По версии де ла Брокьера, бей Карамана предал зятя, поскольку «У Кармана был брат, которого он изгнал из страны и который укрылся при дворе султана. Султан дал понять, что, если Ибрагим не отдаст Рамеданга в его руки, он пошлёт его брата [вероятно, это Махмуд, поскольку два других брата были женаты на османских принцессах] с войсками захватить Карман». Ибрагим-бей был доставлен в Каир, обвинён своим братом Мехмедом в убийстве двух своих дядей, братьев и их детей. После этого Ибрагим-бей был осужден и казнен в январе 1427 года. Беем Рамазаногуллары по велению мамлюкского султана стал брат Ибрагима, Мехмед.

## Личность
Бертрандон де ла Брокьер сообщал, что повсюду слышал воспоминания об Ибрагиме. Его называли богатым, могущественным и храбрым, он был большой и «самый опытный из всех турок в обращении с боевым топором и мечом». Путешественник писал, что мать Ибрагима была христианкой, и что она крестила сына. «Но он не был ни хорошим христианином, ни хорошим сарацином; и когда ему говорили о двух пророках, Иисусе и Мухаммеде, он отвечал: я за живых пророков: они будут более полезны для меня, чем мертвые»
Ибрагим-бей был храбрым человеком и стремился освободить Чукур-ова от мамлюков. После Ибрагима-бея власть в Чукур-ова перешла мамлюкам, и ею управляли наместники, присланные из Каира. Бейлик Рамазаногуллары потерял своё значение.

## Семья
Жена — дочь Караманоглу Мехмета-бея II.
Известны четыре сына Ибрагима. После Мехмеда, брата Ибрагима, трое из них по очереди правили бейликом как вассалы мамлюков:
- Эйлюк;
- Дюндар;
- Омер;
- Давуд. Он не правил бейликом, но после Омера правили два сына Давуда.